# 헤게뒤시 처버
헤게뒤시 처버(헝가리어: Hegedűs Csaba, 1948년 9월 6일~)는 헝가리의 레슬링 선수이다. 1972년 하계 올림픽 남자 그레코로만형 미들급에서 금메달을 획득했다. 또한 세계 선수권 대회에서 금메달 1개, 유럽 선수권 대회에서 금메달 2개를 획득했다.